# Зорница (жилищен комплекс на Бургас)
Вижте пояснителната страница за други значения на Зорница.
Зорница е жилищен комплекс в черноморския град Бургас. Той е разположен между комплексите Лазур и Изгрев. Комплексът граничи на север с бул. Никола Петков, на запад големия бул. Стефан Стамболов го отделя от комплекс Петко Рачов Славейков, на юг с к-с Лазур, а на изток чрез булевард Димитър Димов с „Парк Езеро“ и Атанасовското езеро. Зорница е средно голям комплекс с население от 10 562 души към 2017 година.
Комплексът има добра инфраструктура и местоположение, строителството се състои предимно от панелни и тухлени блокове, като най-високите блокове са 19-етажни. В последно време се наблюдава строителство на модерни кооперации и сгради в комплекса. В к-с Зорница се намира спортна зала „Бойчо Брънзов“. Също така там са разположени и Професионалната гимназия по сградостроителство и инсталации „Пеньо Пенев“, както и гимназията с преподаване на английски език „Гео Милев“ и гимназията с преподаване на немски език „Йохан Гьоте“. В комплекса има едно основно училище – ОУ „Георги Бенковски“, както и една детска градина – 2 ОДЗ „Звездица Зорница“. В квартала се намират и някои здравни заведения като най-голямата болница в Югоизточна България – УМБАЛ Бургас (бившата Окръжна болница), Първо ДКЦ, Междуобластният диспансер за онкологични заболявания, както и СХБАЛ, като първите две са разположени в непосредствена близост едно до друго. На изток от ж.к. Зорница е разположен и Областният диспансер за психични заболявания „Проф. д-р Иван Темков“.

## Транспорт
Жилищния комплекс има добра транспортна свързаност. Обслужва се от 9 автобусни линии:
- Линия Б1
- Линия Б2
- Линия Б11
- Линия Б12
- Линия 3
- Линия 6
- Линия 11
- Линия 12
- Линия 15